# Valborg Månsdotter Frisk
Valborg Månsdotter Frisk, född 1720, död 1806, var en svensk konsthantverkare. Hon var välkänd i det samtida Sverige för främst sina fälltäcken, och tillhör den minoritet svenska textilkonstnärer ur allmogen ur sin samtid som blev historiskt kända. 
Hon var dotter till länsmannen i Ragunda, Magnus Håkansson Frisk, och Kerstin Esbjörnsdotter. Under sin uppväxt rymde hon till Sundsvall och därifrån till Flandern, där hon lärde sig konstvävnad och färgning innan hon återvände till Sverige. Hon gifte sig med gästgivaren Erik Nilsson Höök i Krångede. Hon understödde gästgiveriets ofta vacklande ekonomi genom att producera fälltäcken som hon bland annat sålde till borgerskapet i Sundsvall. Hon hade en stor produktion och höll fåravel för att få råvaror till sin textilproduktion.  